# Migración planetaria

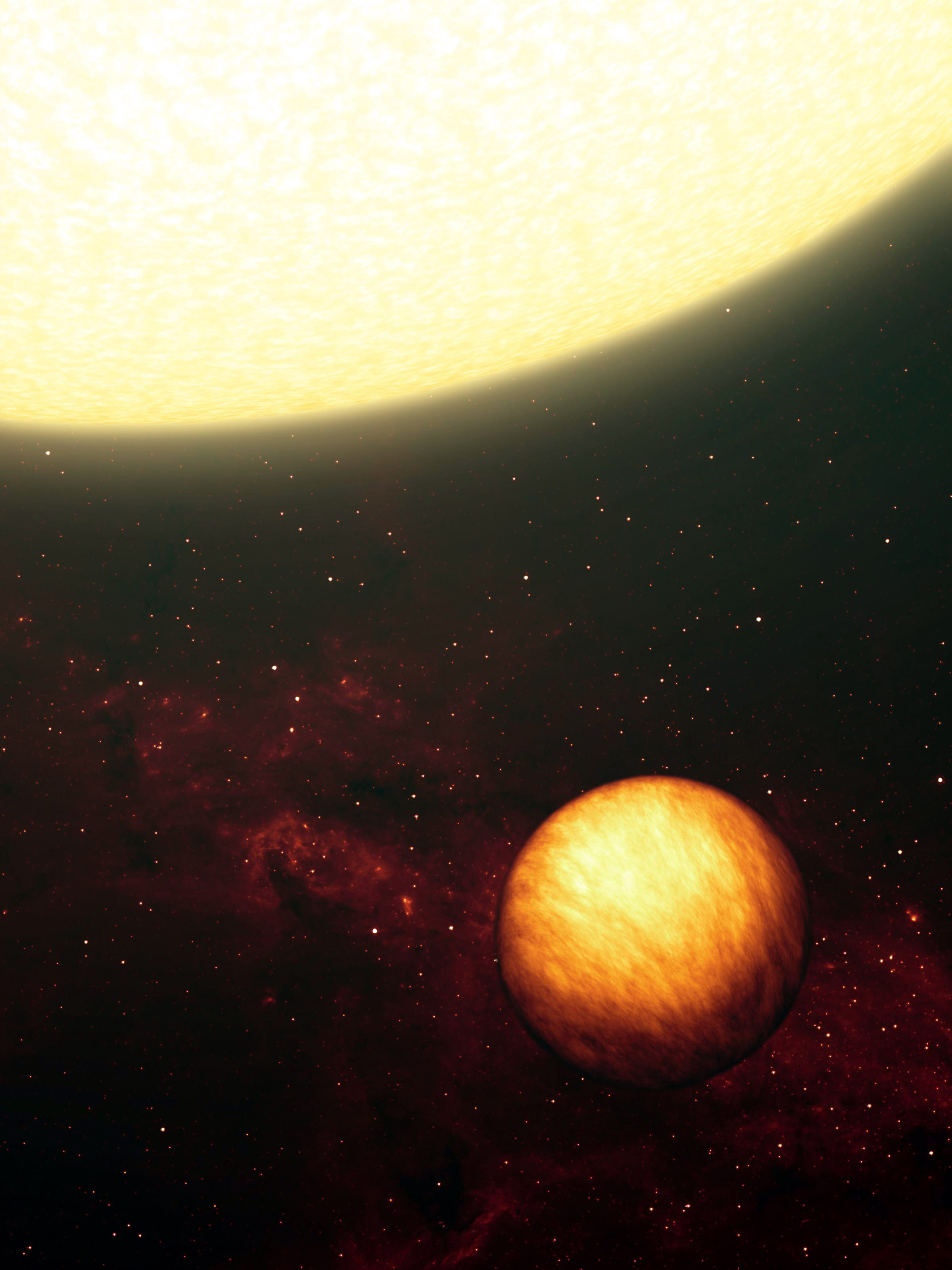
Imagen artística de Upsilon Andromedae b, un planeta del tipo júpiter caliente.

La migración planetaria es un fenómeno astronómico que ocurre cuando un planeta interactúa con un disco de gas o con planetesimales, produciendo la alteración de los parámetros orbitales del planeta, sobre todo su semieje mayor.
La migración planetaria es la explicación más probable para los jupíteres calientes: planetas extrasolares con masas similares a la del planeta Júpiter, pero órbitas de solo unos días. La teoría generalmente aceptada de la formación planetaria de disco de acreción protoestelar predice que tales planetas no se pueden formar cerca de sus estrellas, ya que allí la masa a incorporar es insuficiente porque la zona de acreción es pequeña, y la temperatura es demasiado alta para permitir la formación de planetesimales gaseosos o helados.
También se ha clarificado que los planetas de masa terrestre pueden estar sujetos a una migración interior rápida si ellos se forman mientras el disco de gas todavía está presente. Esto puede afectar la formación de los centros de los planetas gigantes (qué tienen masas del orden de 10 masas terrestres).

## Tipos de disco protoplanetario

### Disco planetesimal
Durante la fase tardía de la formación del sistema planetario, ya todo el gas ha sido absorbido y solo quedan grandes protoplanetas y planetesimales ambos actuando gravitatoriamente de una manera caótica. Ello haría que muchos planetesimales alcanzasen nuevas órbitas muy excéntricas. Ello causa muchos choques y el crecimiento de los planetas por fusión. Esto produce un intercambio de velocidad entre los planetas y los planetesimales, y lleva a una migración (que puede ser interior o exterior dependiendo de las circunstancias). Se cree que la migración exterior de Neptuno es responsable de la captura resonante de Plutón y otros plutinos en la resonancia 3:2 con Neptuno.

### Disco de gas
Los discos alrededor de las estrellas jóvenes son discos gaseosos que tienen unas vidas de unos millones de años. Los planetas al moverse por el gas se comportan de forma diferente según que su masa sea comparable a la de la Tierra o a la de Júpiter. Pero, como explicaremos detenidamente en Tipos de migración, en ambos casos hay una transferencia de la velocidad del planeta al gas circundante, de modo que el planeta pierde velocidad y se mueve en una órbita espiral hacia adentro

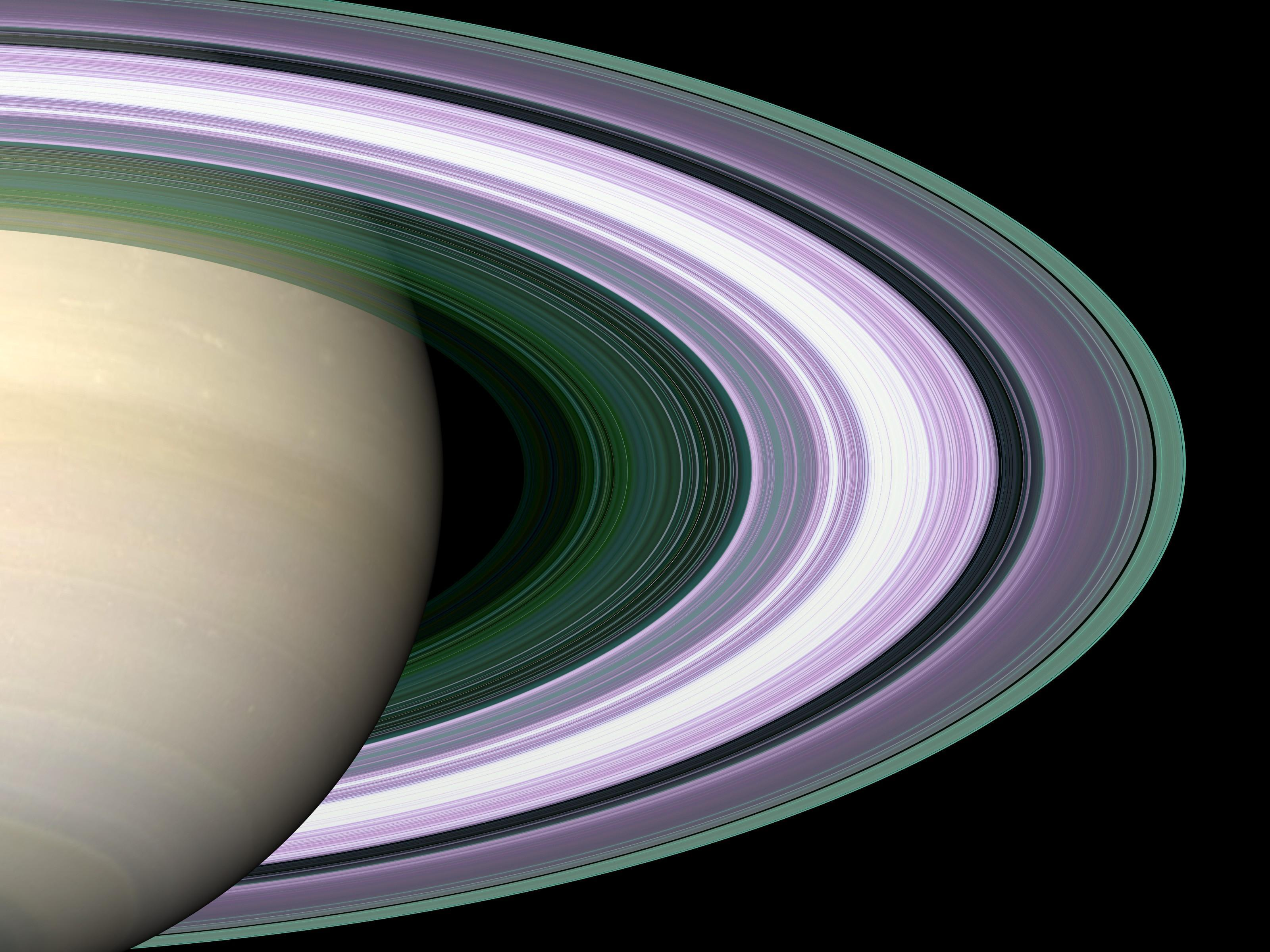
Los anillos de Saturno no son uniformes, tienen huecos y están distribuidos en decenas de anillos distintos, debido a un efecto similar a la migración planetaria que generan los satélites de Saturno.

## Tipos de migración
En función de la masa de los planetas y de su estrella podemos tener varios tipos de migración:

### Migración de disco
Este tipo de migración orbital surge de la fuerza gravitatoria ejercida por un cuerpo suficientemente masivo incrustado en un disco sobre el gas del disco circundante, lo que perturba su distribución de densidad. Por el principio de reacción de la mecánica clásica, el gas ejerce una fuerza gravitacional igual y opuesta sobre el cuerpo, que también puede expresarse en términos de un par. Este par altera el momento angular de la órbita del planeta, dando como resultado una variación de los elementos orbitales, como el eje semi-mayor (pero todos los elementos orbitales pueden verse afectados). Un aumento en el tiempo del eje semi-mayor conduce a la migración hacia fuera, es decir, lejos de la estrella, mientras que el comportamiento opuesto conduce a la migración hacia adentro.

#### Migración  tipo I
Si planetas con masas de alrededor de una masa de Tierra o algo mayor (pero no mucho mayor puesto que no debe haber acumulado mucho gas) se mueven en un disco de gas, crea una onda al igual que un barco al desplazarse sobre el agua crea una estela. Pero hay una diferencia, el gas gira alrededor de la estrella, así que, el gas que está más alejado que el planeta se retrasa mientras que el que está más cerca se adelanta. El primero tira del planeta retrasando su movimiento mientras que el segundo lo acelera. La región exterior al ser mayor vence en esta lucha y el planeta pierde velocidad como si el planeta transfiriese parte de su velocidad al gas circundante en el disco protoplanetario así que la órbita del planeta se mueve en espiral hacia adentro.

#### Migración  tipo II
Si por el contrario el planeta tiene una masa considerable (de más de aproximadamente 10 veces la masa de la Tierra) su reacción es diferente. El planeta recién formado abre un hueco en el disco limpiando su órbita con lo que pone un freno a su crecimiento. La forma en que lo hace desafía a la intuición. Si la partícula de gas es interior irá más rápido que el planeta así que éste le frenará lanzando la partícula hacia adentro. En contraposición el planeta (dada su elevada masa) es ligeramente acelerado por la partícula interior. Si la partícula de gas es exterior irá más lenta que el planeta así que éste la acelerará lanzando la partícula hacia afuera. En contraposición el planeta (dada su elevada masa) es ligeramente frenado por la partícula exterior. En resumen, hay un trasvase de cantidad de movimiento entre el planeta y el gas. Pero como la cantidad de gas que va por el borde exterior es ligeramente mayor que el que va por el interior, entonces en global, el planeta resulta ligeramente frenado iniciando un lento viaje en espiral hacia la estrella central. Entonces se crea una lucha entre el gas adyacente que intenta entrar en el hueco y el planeta que intenta que no entre. La entrada de gas impide que la migración hacia el interior se pare. Así es probablemente cómo migran los jupíteres calientes.

#### Migración de tipo III
En este régimen de migración, los planetas interactúan con los vórtices a gran escala dentro del disco. Pero existen otras interpretaciones, que se basan en la circulación del material coorbital durante la migración del planeta. Este régimen de migración sólo puede aplicarse a los planetas que pueden abrir brechas parciales (a través de interacciones de marea) en la densidad de superficie del gas del disco. Originalmente, se pensaba que se originó a partir de la corriente de gas a través de la órbita del planeta, en la dirección opuesta al movimiento radial del planeta. Más recientemente, los torques que impulsan este modo de migración se asociaron al gas atrapado en las regiones de libración y que se mueve radialmente con el planeta. En este escenario, los pares surgen de una asimetría de densidad entre el gas en el lado delantero y el lado posterior del planeta, que se desarrolla en respuesta al movimiento radial del planeta.

### Dispersión gravitacional
Otro posible mecanismo que puede mover los planetas a través de grandes radios orbitales es la dispersión gravitatoria por planetas más grandes o, en un disco protoplantetario, la dispersión gravitacional por sobredensidades en el líquido del disco. En el caso del sistema solar, Urano y Neptuno pueden haber estado gravitacionalmente dispersos en encuentros cercanos con Júpiter y / o Saturno. Los planetesimales que estaban presentes en la formación temprana del sistema solar llamados oligarcas son mucho más pequeños que Urano y Neptuno, y es probable que se hayan dispersado mucho más lejos y estén vagando por el espacio entre el cinturón de Kuiper y la nube de Oort. Sedna puede ser el primer ejemplo conocido de tales planetas oligarcas. Incluso objetos más pequeños se habrían dispersado aún más lejos para convertirse en la nube de Oort.

### Migración por mareas
Las mareas entre la estrella y el planeta modifican el eje semi-mayor y la excentricidad orbital. La migración de discos dura alrededor de un millón de años hasta que el gas se disipa, pero la migración de las mareas continúa durante miles de millones de años. La evolución de las mareas de los planetas cercanos produce haces semi-mayores, típicamente la mitad de grandes que en el momento en que la nebulosa del gas se aclaró. Los planetas más masivos probablemente experimentan mucha más migración de mareas que los menos masivos.

### Ciclos de Kozai y fricción de marea
La órbita de un planeta que tiene una órbita que está inclinada con respecto al plano de una estrella binaria puede encogerse debido a una combinación de ciclos de Kozai y fricción de marea. Las interacciones con la estrella más lejana causan que los planetas orbiten debajo de un intercambio de la excentricidad y de la inclinación debido al mecahnismo de Kozia. Este proceso puede aumentar la excentricidad del planeta y disminuye su perihelio lo suficiente como para crear fuertes mareas entre el planeta en la estrella aumenta. Cuando está cerca de la estrella, el planeta pierde impulso angular causando que su órbita se contraiga. La excentricidad y el ciclo de inclinación del planeta frenan repetidamente la evolución del eje semi-mayor de los planetas. Si la órbita del planeta se contrae lo suficiente como para quitarla de la influencia de la estrella distante, los ciclos de Kozai terminan. Su órbita se encogerá entonces más rápidamente a medida que se circulara de forma tidal. La órbita del planeta también puede volverse retrógrada debido a este proceso. Los ciclos de Kozai también pueden ocurrir en un sistema con dos planetas que tienen diferentes inclinaciones debido a la dispersión gravitatoria entre los planetas.

### Migración impulsada por planetesimales
La órbita de un planeta puede cambiar debido a encuentros gravitatorios con un gran número de planetesimales. La migración planetesimal es el resultado de la acumulación de las transferencias de momento angular durante los encuentros entre planetesimales y un planeta. Para encuentros individuales, la cantidad de momento angular intercambiada y la dirección del cambio en la órbita del planeta depende de la geometría del encuentro. Para un gran número de encuentros, la dirección de la migración del planeta depende del momento angular promedio de los planetesimales en relación con el planeta. Si es mayor, por ejemplo un disco fuera de la órbita del planeta, el planeta emigra hacia afuera, si es inferior el planeta emigra hacia afuera. La migración de un planeta que comienza con un momento angular similar al del disco depende de los sumideros potenciales y las fuentes de los planetesimales. Para un sistema planetario único los planetesimales solo pueden perderse (un sumidero) debido a su eyección, lo que haría que el planeta migrara hacia el interior. En los sistemas planetarios múltiples, los otros planetas pueden actuar como sumideros o fuentes. Los planetesimales pueden ser eliminados de la influencia del planeta después de encontrarse con un planeta adyacente o transferirse a su influencia por ese planeta. Estas interacciones causan que las órbitas del planeta diverjan cuando el planeta externo tiende a eliminar planetesimales con mayor impulso desde la influencia del planeta interior o agregar planetesimales con momento angular inferior y viceversa. Las resonancias del planeta, donde las excentricidades de los planetesimales se bombean hasta que se cruzan con el planeta, también actúan como una fuente. Finalmente, la migración del planeta actúa como un fregadero y una fuente de nuevos planetesimales creando una retroalimentación positiva que tiende a continuar su migración en la dirección original. La migración planetesimal impulsada puede ser amortiguada si un planetesimales se pierden a varios sumideros más rápidamente que los nuevos se encuentran debido a sus fuentes o sostenido si los nuevos planetesimals incorporan su influencia más rápidamente que se pierden. Si la migración sostenida se debe a su migración solo se llama migración fugitiva, si debido a la pérdida de planetesimales a otros planetas la influyen su llamada migración forzada. Para un solo planeta que orbita en un disco planetesial los plazos más cortos de la Los encuentros con planetesimales con órbitas de período más corto resultan en encuentros más frecuentes con los planetesimales con menor momento angular y la migración interna del planeta. La migración planetesimal impulsada en un disco de gas, sin embargo, puede ser hacia el exterior para un rango particular de tamaños planetesimales debido a la eliminación de planetesimales de menor plazo debido a la resistencia del gas.

## Confirmación de la migración
La migración planetaria fue predicha por los teóricos en 1979. No obstante en nuestro sistema solar por alguna razón este proceso no era importante. En octubre de 1995 los astrónomos Michel Mayor y Didier Queloz  descubrieron el primer planeta fuera de nuestro sistema solar. El nuevo planeta orbitaba la estrella 51 Pegasi, a 0,052 U.A. en 4,23 días y con una masa de 0,468 veces la masa de Júpiter. Pero había un problema: 51 Pegasi b, como había sido bautizado el nuevo mundo, no podía existir.
Se trataba con toda seguridad de un gigante gaseoso. Pero como todos sabemos, los planetas gigantes se encuentran en nuestro sistema solar lejos del Sol y según los modelos de formación es imposible que se puedan formar cerca de sus estrellas. La única solución es que se había formado lejos y la migración planetaria lo había acercado a solo 8 millones de km. Desde entonces se han descubierto muchos jupiteres o jupíteres calientes y la migración planetaria parece la explicación más probable.
La cuestión es saber cómo se logra frenar este proceso para evitar que el planeta sea engullido por su sol. Lo cierto es que en algunos casos se supone que los planetas recién nacidos acaban 'devorados' por sus propias estrellas víctimas de este frenado. ¿Cabría esperar alguna alteración química en la superficie de una estrella como el Sol que recibe el impacto de un planeta?  En el Instituto de Astrofísica de Canarias, el astrónomo Rafael Rebolo pensó que el isótopo litio-6 podría ser la pieza clave en el test que buscaba. Este elemento que se destruye mediante reacciones nucleares en los interiores de estrellas como el Sol pero se preserva intacto en los planetas y enanas marrones de baja masa, podría ofrecer una prueba excepcional de la caída de material planetario a una estrella de tipo solar. 
El test del litio-6 para la migración planetaria y su primer resultado positivo en la estrella HD 82943 que contiene dos planetas gigantes en órbitas bastante excéntricas fue publicado en la revista Nature. La presencia de litio-6 en la atmósfera de esta estrella, con una proporción respecto a litio-7 similar a la contenida en los meteoritos del sistema solar sugiere que el elemento detectado en la estrella proviene probablemente de uno o más planetas que podrían haber caído a la misma como consecuencia de interacciones gravitatorias con algún otro planeta del sistema o con material protoplanetario. A partir de la cantidad de isótopos de litio medida, se pudo establecer aproximadamente las características del planeta que cayó a la estrella. Se podría haber tratado de un planeta gaseoso con 2 o 3 veces la masa de Júpiter y una composición química similar a este, o alternativamente un planeta de tipo terrestre que tuviese una composición química similar a la de los meteoritos del sistema solar. Esta estrella posee dos planetas gigantes con órbitas excéntricas, una posible indicación de que pudieron existir complicadas interacciones gravitatorias en el pasado.
Para estudiar la significación del resultado en términos estadísticos se ha iniciado un programa exhaustivo de búsqueda de litio-6 en todas las estrellas que tienen planetas conocidos y como muestra de referencia también se están estudiando estrellas donde no hay planetas gigantes en órbitas internas.
¿Podemos considerar a nuestro sistema solar una excepción? Pues parece ser que no. Aunque nuestro sistema no tiene ningún gigante gaseoso cerca del Sol, los modelos más recientes apuntan a que Júpiter se formó más lejos de su posición actual, mientras que Saturno, Urano y Neptuno lo hicieron más cerca.

## Migración en el sistema solar

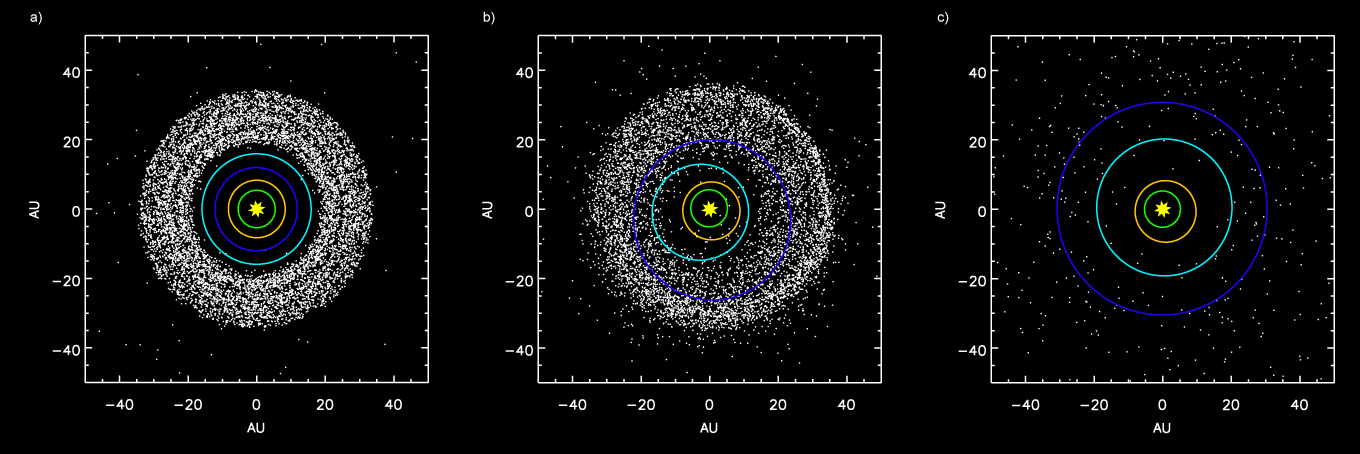
Simulación que muestra los planetas exteriores y el cinturón de Kuiper: a) Configuración inicial, antes de que la resonancia Júpiter/Saturno fuese 2:1. b) Espaciamiento de los planetesimales del cinturón de Kuiper después del cambio orbital de Neptuno (azul) y Urano (verde). c) Después de la expulsión del cinturón de Kuiper por los planetas gigantes.

Propone la migración de los gigantes gaseosos a partir de una configuración inicial más compacta hacia sus posiciones actuales, mucho después de la disipación del disco protoplanetario de gas. Es una hipótesis diferente de los modelos anteriores sobre la formación del sistema solar. Esta migración planetaria se utiliza en simulaciones dinámicas del sistema solar para explicar sucesos históricos como el Bombardeo intenso tardío del sistema solar interior, la formación de la nube de Oort, y la existencia de regiones con cuerpos menores como el cinturón de Kuiper, los troyanos de Júpiter y Neptuno, y numerosos objetos transneptunianos resonantes con Neptuno. El hecho que se puedan reproducir muchas de las características del sistema solar hace que sea aceptada ampliamente como el modelo actual más real de la evolución inicial del sistema solar, aunque todavía no es aceptata por todos los científicos planetarios.